# Nyssodrysina infima
Nyssodrysina infima är en skalbaggsart som först beskrevs av Bates 1885. Nyssodrysina infima ingår i släktet Nyssodrysina och familjen långhorningar.
Artens utbredningsområde är Panama. Inga underarter finns listade i Catalogue of Life.